# جرمی مکنزی
جرمی مکنزی (انگلیسی: Jeremy Mackenzie؛ زادهٔ ۱۱ فوریهٔ ۱۹۴۱) فرد نظامی اهل بریتانیا است. وی همچنین برندهٔ جوایزی همچون نشان حمام و نشان امپراتوری بریتانیا شده‌است.